# Метуен (Массачусетс)
Метуен (англ. Methuen) — місто (англ. city) в США, в окрузі Ессекс штату Массачусетс. Населення — 53 059 осіб (2020).

## Географія
Метуен розташований за координатами 42°44′34″ пн. ш. 71°10′43″ зх. д. / 42.74278° пн. ш. 71.17861° зх. д. (42.742751, -71.178588).  За даними Бюро перепису населення США в 2010 році місто мало площу 59,67 км², з яких 57,62 км² — суходіл та 2,04 км² — водойми.

## Демографія
Згідно з переписом 2010 року, у місті мешкало 47 255 осіб у 17 529 домогосподарствах у складі 12 311 родини. Густота населення становила 792 особи/км².  Було 18340 помешкань (307/км²).
Расовий склад населення:
| - 82,0 % — білих - 3,7 % — азіатів - 3,1 % — чорних або афроамериканців - 0,3 % — корінних американців - 8,3 % — осіб інших рас |

До двох чи більше рас належало 2,5 %. Частка іспаномовних становила 18,1 % від усіх жителів.
За віковим діапазоном населення розподілялося таким чином: 23,8 % — особи молодші 18 років, 62,4 % — особи у віці 18—64 років, 13,8 % — особи у віці 65 років та старші. Медіана віку мешканця становила 39,3 року. На 100 осіб жіночої статі у місті припадало 91,0 чоловіків;  на 100 жінок у віці від 18 років та старших — 87,6 чоловіків також старших 18 років.
Середній дохід на одне домашнє господарство  становив 83 085 доларів США (медіана — 71 392), а середній дохід на одну сім'ю — 95 738 доларів (медіана — 85 015). Медіана доходів становила 54 841 долар для чоловіків та 43 992 долари для жінок. За межею бідності перебувало 9,8 % осіб, у тому числі 14,5 % дітей у віці до 18 років та 11,2 % осіб у віці 65 років та старших.
Цивільне працевлаштоване населення становило 25 432 особи. Основні галузі зайнятості: освіта, охорона здоров'я та соціальна допомога — 23,4 %, виробництво — 14,3 %, роздрібна торгівля — 13,0 %.